# Pesanguan
Pesanguan is een bestuurslaag in het regentschap Tanggamus van de provincie Lampung, Indonesië. Pesanguan telt 593 inwoners (volkstelling 2010).